# Deuxième circonscription législative d'Estonie

Localisation de la circonscription

La deuxième circonscription législative d'Estonie est une circonscription électorale de l'Estonie. Elle est composée de trois arrondissements de Tallinn : Kesklinn (Centre-ville), Lasnamäe et Pirita. Elle est représentée par onze sièges au Riigikogu.

## Résultats

### Années 2020

#### 2023
| Parti                  | Parti                                         | Voix    | %     | +/-  | Sièges | +/-           | A.S.c. |
| ---------------------- | --------------------------------------------- | ------- | ----- | ---- | ------ | ------------- | ------ |
|                        | Parti de la réforme d'Estonie (ERE)           | 22 012  | 29,42 | 3,12 | 4      | en stagnation | -      |
|                        | Parti du centre d'Estonie (EKE)               | 21 693  | 29,00 | 8,64 | 4      | 1             | +1     |
|                        | Estonie 200 (E200)                            | 8 147   | 10,89 | 5,51 | 1      | 1             | +1     |
|                        | Parti populaire conservateur d'Estonie (EKRE) | 6 772   | 9,05  | 1,11 | 1      | en stagnation | -      |
|                        | Parti social-démocrate (SDE)                  | 6 434   | 8,60  | 0,17 | 1      | en stagnation | -      |
|                        | Isamaa (IE)                                   | 4 020   | 5,37  | 2,37 | 0      | 1             | +1     |
|                        | Parti de la gauche unie d'Estonie (EÜVP)      | 3 697   | 4,94  | 4,78 | 0      | en stagnation | -      |
|                        | La Droite (P)                                 | 1 202   | 1,61  | Nv.  | 0      | en stagnation | -      |
|                        | Parti vert estonien (EER)                     | 765     | 1,02  | 1,08 | 0      | en stagnation | -      |
|                        | Indépendant                                   | 71      | 0,09  | -    | 0      | en stagnation |        |
|                        |                                               |         |       |      |        |               |        |
| Votes valides          | Votes valides                                 | 74 813  | 99,40 |      |        |               |        |
| Votes invalides        | Votes invalides                               | 451     | 0,60  |      |        |               |        |
| Total                  | Total                                         | 75 264  | 100   | -    | 11     | en stagnation | 3      |
| Abstentions            | Abstentions                                   | 46 439  | 38,16 |      |        |               |        |
| Inscrits/Participation | Inscrits/Participation                        | 121 703 | 61,84 |      |        |               |        |

| Parti | Parti | Députés                                                                                                 |
| ----- | ----- | --- |
|       | ERE   | - Siim Kallas - Karmen Joller - Heidy Purga - Andres Sutt                                               |
|       | EKE   | - Mihhail Kõlvart - Maria Jufereva-Skuratovski - Vladimir Svet - Aleksandr Tšaplõgin - Tõnis Mölder (C) |
|       | E200  | - Marek Reinaas - Liisa Pakosta (C)                                                                     |
|       | EKRE  | - Leo Kunnas                                                                                            |
|       | SDE   | - Jevgeni Ossinovski                                                                                    |
|       | IE    | - Riho Terras (C)                                                                                       |

### Années 2010

#### 2019
| Parti                  | Parti                                         | Voix    | %     | +/-  | Sièges | +/-           | A.S.c. |
| ---------------------- | --------------------------------------------- | ------- | ----- | ---- | ------ | ------------- | ------ |
|                        | Parti du centre d'Estonie (EKE)               | 26 335  | 37,64 | 5,02 | 5      | 2             | -      |
|                        | Parti de la réforme d'Estonie (ERE)           | 18 400  | 26,30 | 4,46 | 3      | 1             | +1     |
|                        | Parti populaire conservateur d'Estonie (EKRE) | 7 110   | 10,16 | 5,59 | 1      | 1             | -      |
|                        | Parti social-démocrate (SDE)                  | 5 896   | 8,43  | 2,10 | 1      | en stagnation | -      |
|                        | Isamaa (IE)                                   | 5 416   | 7,74  | 3,10 | 1      | en stagnation | +1     |
|                        | Estonie 200 (E200)                            | 3 761   | 5,38  | Nv.  | 0      | en stagnation |        |
|                        | Parti vert estonien (EER)                     | 1 471   | 2,10  | 1,30 | 0      | en stagnation |        |
|                        | Parti de la biodiversité (EE)                 | 682     | 0,97  | Nv.  | 0      | en stagnation |        |
|                        | Parti libre d'Estonie (EVA)                   | 451     | 0,64  | 7,54 | 0      | 1             |        |
|                        | Parti de la gauche unie d'Estonie (EÜVP)      | 113     | 0,16  | 0,08 | 0      | en stagnation |        |
|                        | Indépendants (4)                              | 329     | 0,47  | -    | 0      | en stagnation |        |
|                        |                                               |         |       |      |        |               |        |
| Votes valides          | Votes valides                                 | 69 964  | 99,44 |      |        |               |        |
| Votes invalides        | Votes invalides                               | 397     | 0,56  |      |        |               |        |
| Total                  | Total                                         | 70 361  | 100   | -    | 11     | 3             | 2      |
| Abstentions            | Abstentions                                   | 40 774  | 36,69 |      |        |               |        |
| Inscrits/Participation | Inscrits/Participation                        | 111 135 | 63,31 |      |        |               |        |

| Parti | Parti | Députés                                                                                     |
| ----- | ----- | ------------------------------------------------------------------------------------------- |
|       | EKE   | - Mihhail Kõlvart - Maria Jufereva-Skuratovski - Mihhail Korb - Mailis Reps - Vladimir Svet |
|       | ERE   | - Siim Kallas - Keit Pentus-Rosimannus - Kristina Šmigun-Vähi - Andres Sutt (C)             |
|       | EKRE  | - Leo Kunnas                                                                                |
|       | SDE   | - Jevgeni Ossinovski                                                                        |
|       | IE    | - Viktoria Ladõnskaja-Kubits - Sven Sester (C)                                              |

#### 2015
| Parti                  | Parti                                         | Voix    | %     | +/-  | Sièges | +/-           | A.S.c. |
| ---------------------- | --------------------------------------------- | ------- | ----- | ---- | ------ | ------------- | ------ |
|                        | Parti du centre d'Estonie (EKE)               | 31 706  | 42,66 | 2,64 | 3      | en stagnation | +1     |
|                        | Parti de la réforme d'Estonie (ERE)           | 16 235  | 21,84 | 0,08 | 2      | en stagnation | -      |
|                        | Union Pro Patria et Res Publica (IRL)         | 8 058   | 10,84 | 6,52 | 1      | 1             | -      |
|                        | Parti social-démocrate (SDE)                  | 7 827   | 10,53 | 0,54 | 1      | en stagnation | -      |
|                        | Parti libre d'Estonie (EVA)                   | 6 079   | 8,18  | Nv.  | 1      | 1             | +1     |
|                        | Parti populaire conservateur d'Estonie (EKRE) | 3 396   | 4,57  | 4,02 | 0      | en stagnation | -      |
|                        | Parti vert estonien (EER)                     | 598     | 0,80  | 3,11 | 0      | en stagnation | -      |
|                        | Parti de l'unité nationale (RÜE)              | 121     | 0,16  | Nv.  | 0      | en stagnation | -      |
|                        | Parti de l'indépendance estonienne (EIP)      | 58      | 0,08  | 0,15 | 0      | en stagnation | -      |
|                        | Parti de la gauche unie estonienne (EUV)      | 58      | 0,08  | Nv.  | 0      | en stagnation | -      |
|                        | Indépendants (4)                              | 192     | 0,26  | -    | 0      | en stagnation |        |
|                        |                                               |         |       |      |        |               |        |
| Votes valides          | Votes valides                                 | 74 328  | 99,61 |      |        |               |        |
| Votes invalides        | Votes invalides                               | 289     | 0,39  |      |        |               |        |
| Total                  | Total                                         | 74 617  | 100   | -    | 8      | en stagnation | 2      |
| Abstentions            | Abstentions                                   | 35 616  | 32,31 |      |        |               |        |
| Inscrits/Participation | Inscrits/Participation                        | 110 233 | 67,69 |      |        |               |        |

| Parti | Parti | Députés                                                            |
| ----- | ----- | ------------------------------------------------------------------ |
|       | EKE   | - Edgar Savisaar - Olga Ivanova - Mihhail Korb - Toomas Vitsut (C) |
|       | ERE   | - Arto Aas - Keit Pentus-Rosimannus                                |
|       | IRL   | - Viktoria Ladõnskaja                                              |
|       | SDE   | - Andres Anvelt                                                    |
|       | EVA   | - Andres Herkel - Monika Haukanõmm (C)                             |

#### 2011
| Parti                  | Parti                                          | Voix    | %     | +/-  | Sièges | +/-           | A.S.c. |
| ---------------------- | ---------------------------------------------- | ------- | ----- | ---- | ------ | ------------- | ------ |
|                        | Parti du centre d'Estonie (EKE)                | 28 440  | 40,02 | 1,02 | 3      | 1             | -      |
|                        | Parti de la réforme d'Estonie (ERE)            | 15 468  | 21,76 | 0,54 | 2      | en stagnation | +1     |
|                        | Union Pro Patria et Res Publica (IRL)          | 12 337  | 17,36 | 2,54 | 2      | en stagnation | +1     |
|                        | Parti social-démocrate (SDE)                   | 7 870   | 11,07 | 3,42 | 1      | en stagnation | -      |
|                        | Les Verts (EER)                                | 2 782   | 3,91  | 2,62 | 0      | en stagnation | -      |
|                        | Parti russe en Estonie (VEE)                   | 1 317   | 1,85  | 1,62 | 0      | en stagnation | -      |
|                        | Union populaire estonienne (ERL)               | 392     | 0,55  | 0,75 | 0      | en stagnation | -      |
|                        | Parti des démocrates-chrétiens estoniens (EKD) | 225     | 0,32  | 1,27 | 0      | en stagnation | -      |
|                        | Parti de l'indépendance estonienne (EIP)       | 167     | 0,23  | 0,05 | 0      | en stagnation | -      |
|                        | Indépendants (5)                               | 2 075   | 2,92  | -    | 0      | en stagnation |        |
|                        |                                                |         |       |      |        |               |        |
| Votes valides          | Votes valides                                  | 71 073  | 99,53 |      |        |               |        |
| Votes invalides        | Votes invalides                                | 333     | 0,47  |      |        |               |        |
| Total                  | Total                                          | 71 406  | 100   | -    | 8      | 1             | 2      |
| Abstentions            | Abstentions                                    | 33 072  | 31,65 |      |        |               |        |
| Inscrits/Participation | Inscrits/Participation                         | 104 478 | 68,35 |      |        |               |        |

| Parti | Parti | Députés                                          |
| ----- | ----- | ------------------------------------------------ |
|       | EKE   | - Edgar Savisaar - Mihhail Kõlvart - Olga Sõtnik |
|       | ERE   | - Keit Pentus - Kristen Michal - Arto Aas (C)    |
|       | IRL   | - Juhan Parts - Sven Sester - Indrek Raudne (C)  |
|       | SDE   | - Andres Anvelt                                  |